# ساندفيورد

موقع ساندفيورد في فستفولد

ساندفيورد (بالنرويجية: Sandefjord)‏ هي بلدة على جانبي مضيق ساندفيورد، الميناء التاريخي في بحر الشمال بين السويد والدنمارك في النرويج. بمساحة تبلغ 129كم² تقريبًا. ويقع مطار تورب على بعد 3 أميال شمال البلدة. وساندفيورد مقر المركز الرئيسي لمجموعة جوتن العالمية الشركة الرائدة في مجالات الطلاء. كما يوجد في الميناء مصنع الأسماك.

## صور

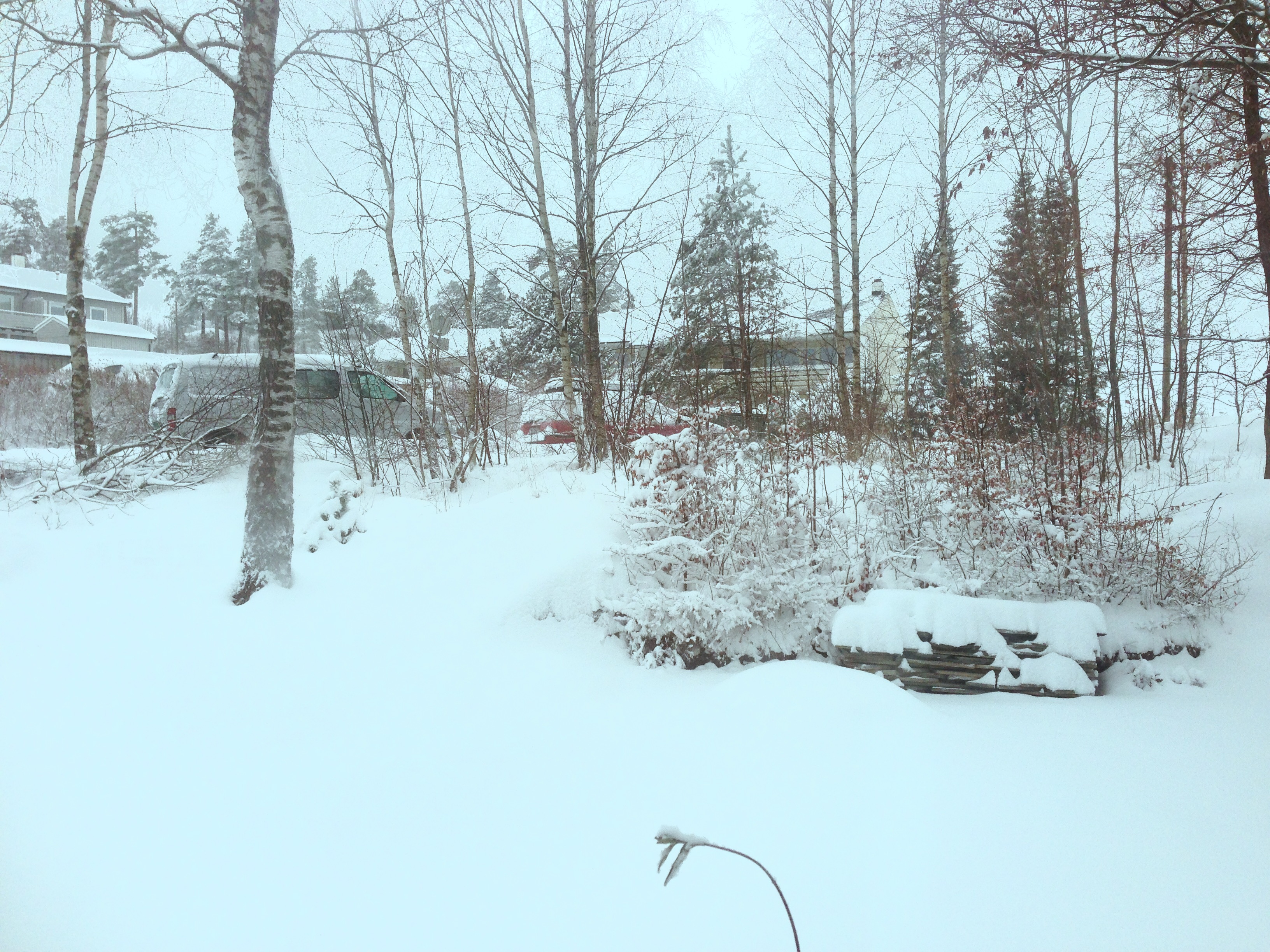
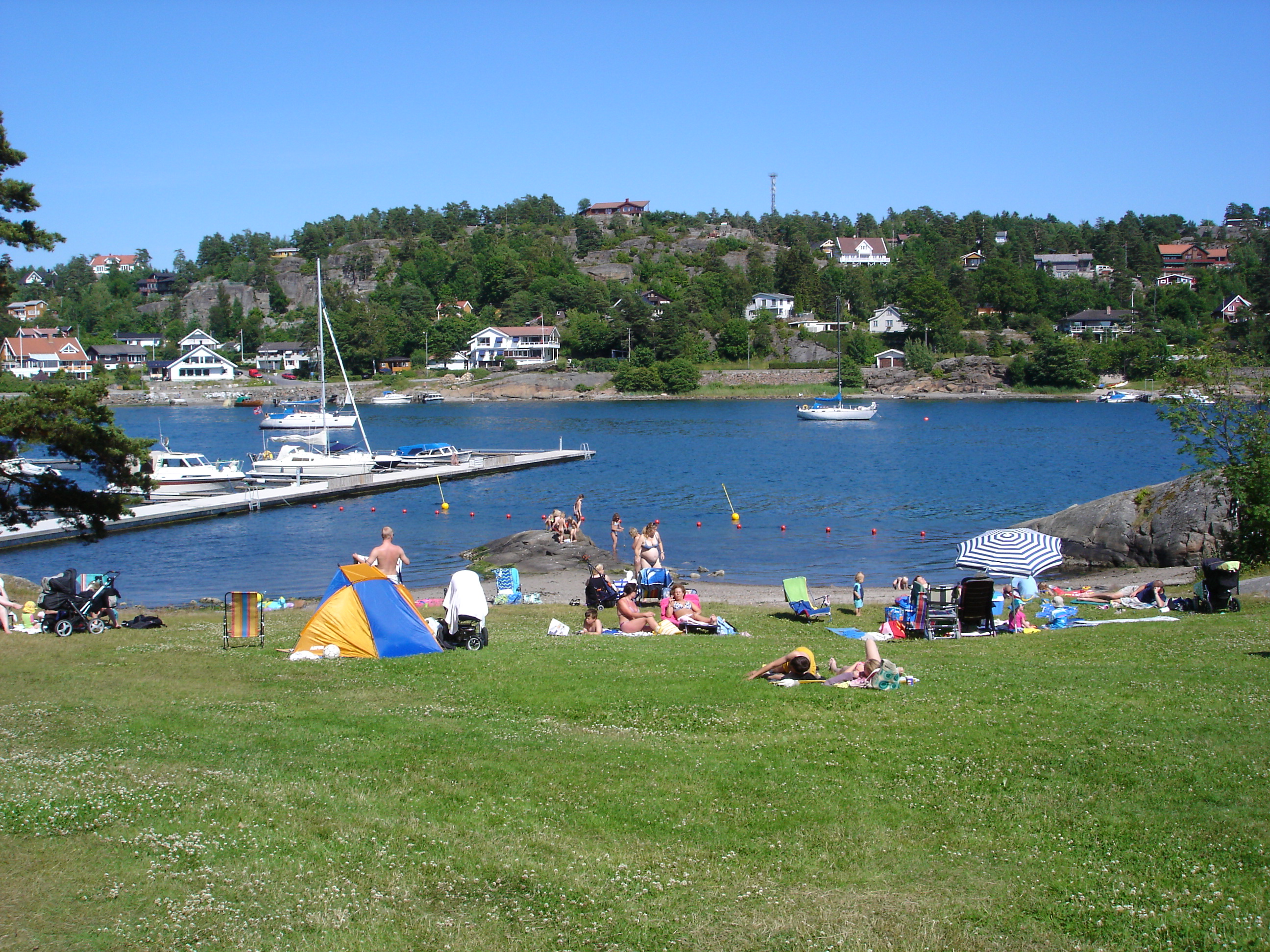
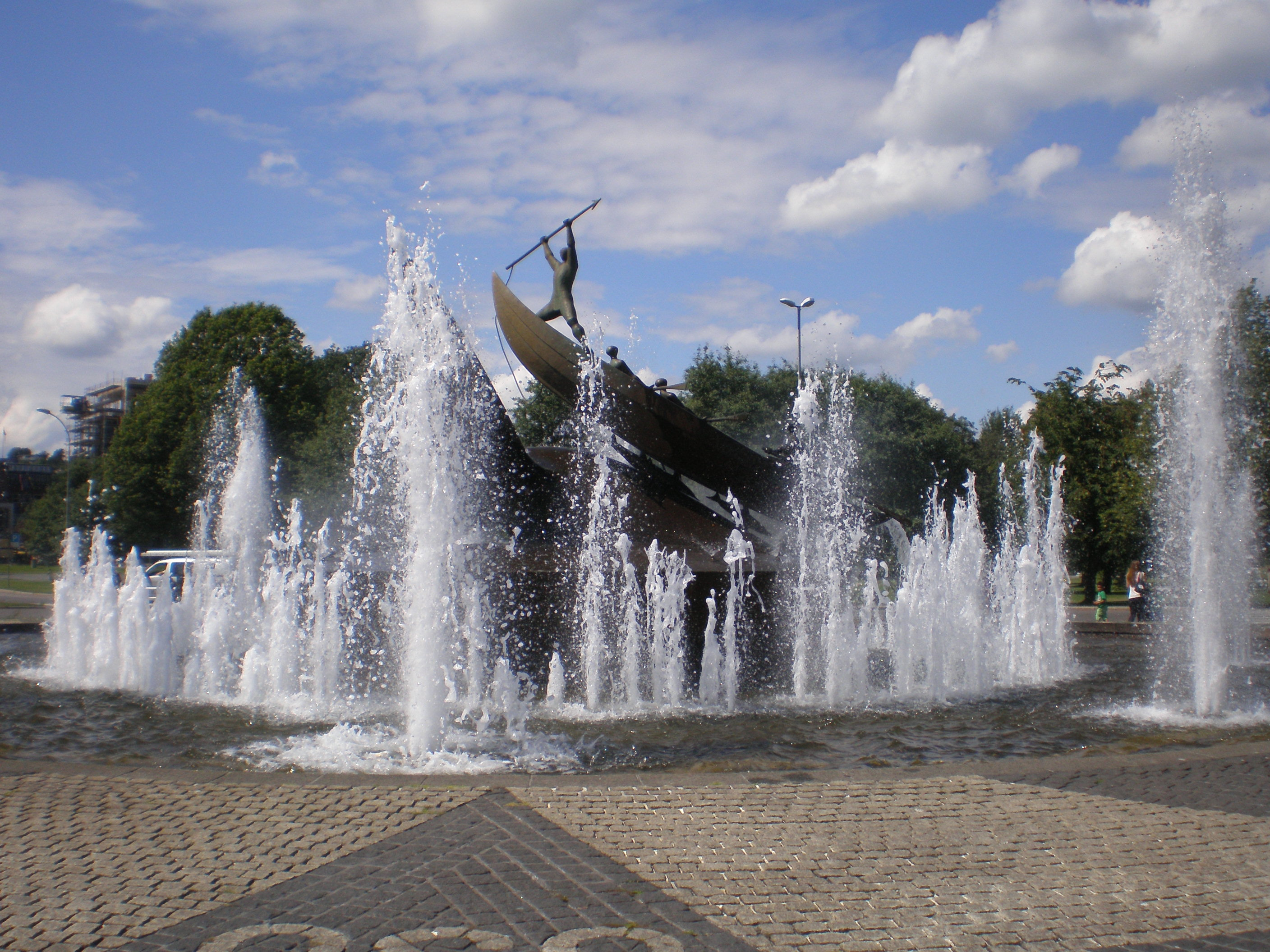

## أعلام
- روني يونسن
- إسبن ساندبرغ
- غريتا مولاندر
- كارين فوسام
- بنت هامر
- لارس كريستنسن

## روابط خارجية
- بلدية ساندفيورد (بالنرويجية)